# Leontiniidae
A Leontiniidae az emlősök (Mammalia) osztályának a Notoungulata rendjébe, ezen belül a Toxodonta alrendjébe tartozó család.

## Tudnivalók
A Leontiniidae-fajok Dél-Amerika területén éltek a középső eocén korszaktól a középsö miocén korszakig.

## Rendszerezés
A családba az alábbi 6 nem tartozik:
- †Ancylocoelus
- †Huilatherium
- †Leontinia
- †Martinmiguelia
- †Scarrittia
- †Taubatherium

### Fordítás
Ez a szócikk részben vagy egészben  a   Leontiniidae című angol Wikipédia-szócikk fordításán alapul.  Az eredeti cikk szerkesztőit annak laptörténete sorolja fel. Ez a jelzés csupán a megfogalmazás eredetét és a szerzői jogokat jelzi, nem szolgál a cikkben szereplő információk forrásmegjelöléseként.